# Alessandro Bottacchiari
Alessandro Bottacchiari (Foligno, 8 novembre 1955) è un ex rugbista a 15 italiano, già terza linea flanker dell’Aquila.

## Biografia
Proveniente dalla frazione aquilana di Paganica, è cresciuto rugbisticamente nella squadra del capoluogo abruzzese,
Con L'Aquila si aggiudicò il campionato 1993-94, conquistato battendo in finale il più quotato Milan, e realizzò durante tutta la sua militanza 29 mete in 146 incontri di campionato.
Esordì in Nazionale a 36 anni in occasione della Coppa del Mondo di rugby 1991 in Inghilterra, e disputò altri 5 incontri tra il 1991 e il 1992.

## Palmarès
- Campionati italiani: 1
L'Aquila: 1993-94